# Al MacInnis
Allan "Al" MacInnis (* 11. července 1963, Inverness, Nové Skotsko, Kanada) je bývalý kanadský hokejový obránce, který hrál naposled za St. Louis Blues v severoamerické lize NHL, kde od roku 2006 působí v managementu na pozici ředitele hokejových operací. Od roku 2007 je členem hokejové síně slávy. V únoru 2012 byl jeho dres s číslem 2 vyvěšen pod strop calgarské haly Saddledome. U příležitosti 100. výročí NHL byl v lednu 2017 vybrán jako jeden ze sta nejlepších hráčů historie ligy. V současnosti působí jako poradce u týmu St. Louis Blues.

## Individuální úspěchy
- 1982 – Jmenován do All-Star týmu Memorial Cupu CHL.
- 1982, 1983 – Jmenován do 1. All-Star týmu OHL.
- 1983 – Vyhrál Max Kaminsky Trophy.
- 1985, 1988, 1990, 1991, 1992, 1994, 1996, 1997, 1998, 1999, 2000 a 2003 – Hrál v NHL All-Star Game.
- 1987, 1989 a 1994 – Jmenován do 2. All-Star týmu NHL.
- 1989 – Vyhrál Conn Smythe Trophy.
- 1990, 1991, 1999 a 2003 – Jmenován do 1. All-Star týmu NHL.
- 1999 – Vyhrál James Norris Memorial Trophy.
- 2007 - Uveden do hokejové síně slávy v Torontu.

## Týmové úspěchy
- 1981 a 1982 – S Kitchenerem Rangers vyhrál J. Ross Robertson Cup.
- 1986 – S Calgary Flames vyhrál Clarence S. Campbell Bowl.
- 1989 – S Calgary Flames vyhrál Stanley Cup.
- 1991 – S kanadskou reprezentací vyhrál Kanadský pohár.
- 2002 – S kanadskou reprezentací vyhrál Zimní olympijské hry.

## Klubové statistiky
| Sezona        | Klub              | Soutěž        | Základní část | Základní část | Základní část | Základní část | Základní část | Play off | Play off | Play off | Play off | Play off |
| Sezona        | Klub              | Soutěž        | Z             | G             | A             | B             | TM            | Z        | G        | A        | B        | TM       |
| ------------- | ----------------- | ------------- | ------------- | ------------- | ------------- | ------------- | ------------- | -------- | -------- | -------- | -------- | -------- |
| 1979–80       | Regina Pats       | SJHL          | 59            | 20            | 28            | 48            | 110           | —        | —        | —        | —        | —        |
| 1980–81       | Kitchener Rangers | OMJHL         | 47            | 11            | 28            | 39            | 59            | 18       | 4        | 12       | 16       | 20       |
| 1981–82       | Calgary Flames    | NHL           | 2             | 0             | 0             | 0             | 0             | —        | —        | —        | —        | —        |
| 1981–82       | Kitchener Rangers | OHL           | 59            | 25            | 50            | 75            | 145           | 15       | 5        | 10       | 15       | 44       |
| 1982–83       | Kitchener Rangers | OHL           | 51            | 38            | 46            | 84            | 67            | 8        | 3        | 8        | 11       | 9        |
| 1982–83       | Calgary Flames    | NHL           | 14            | 1             | 3             | 4             | 9             | —        | —        | —        | —        | —        |
| 1983–84       | Colorado Flames   | CHL           | 19            | 5             | 14            | 19            | 22            | —        | —        | —        | —        | —        |
| 1983–84       | Calgary Flames    | NHL           | 51            | 11            | 34            | 45            | 42            | 11       | 2        | 12       | 14       | 13       |
| 1984–85       | Calgary Flames    | NHL           | 67            | 14            | 52            | 66            | 75            | 4        | 1        | 2        | 3        | 8        |
| 1985–86       | Calgary Flames    | NHL           | 77            | 11            | 57            | 68            | 76            | 21       | 4        | 15       | 19       | 30       |
| 1986–87       | Calgary Flames    | NHL           | 79            | 20            | 56            | 76            | 97            | 4        | 1        | 0        | 1        | 0        |
| 1987–88       | Calgary Flames    | NHL           | 80            | 25            | 58            | 83            | 114           | 7        | 3        | 6        | 9        | 18       |
| 1988–89       | Calgary Flames    | NHL           | 79            | 16            | 58            | 74            | 126           | 22       | 7        | 24       | 31       | 46       |
| 1989–90       | Calgary Flames    | NHL           | 79            | 28            | 62            | 90            | 82            | 6        | 2        | 3        | 5        | 8        |
| 1990–91       | Calgary Flames    | NHL           | 78            | 28            | 75            | 103           | 90            | 7        | 2        | 3        | 5        | 8        |
| 1991–92       | Calgary Flames    | NHL           | 72            | 20            | 57            | 77            | 83            | —        | —        | —        | —        | —        |
| 1992–93       | Calgary Flames    | NHL           | 50            | 11            | 43            | 54            | 61            | 6        | 1        | 6        | 7        | 10       |
| 1993–94       | Calgary Flames    | NHL           | 75            | 28            | 54            | 82            | 95            | 7        | 2        | 6        | 8        | 12       |
| 1994–95       | St. Louis Blues   | NHL           | 32            | 8             | 20            | 28            | 43            | 7        | 1        | 5        | 6        | 10       |
| 1995–96       | St. Louis Blues   | NHL           | 82            | 17            | 44            | 61            | 88            | 13       | 3        | 4        | 7        | 20       |
| 1996–97       | St. Louis Blues   | NHL           | 72            | 13            | 30            | 43            | 65            | 6        | 1        | 2        | 3        | 4        |
| 1997–98       | St. Louis Blues   | NHL           | 71            | 19            | 30            | 49            | 80            | 8        | 2        | 6        | 8        | 12       |
| 1998–99       | St. Louis Blues   | NHL           | 82            | 20            | 42            | 62            | 70            | 13       | 4        | 8        | 12       | 20       |
| 1999–00       | St. Louis Blues   | NHL           | 61            | 11            | 28            | 39            | 34            | 7        | 1        | 3        | 4        | 14       |
| 2000–01       | St. Louis Blues   | NHL           | 59            | 12            | 42            | 54            | 52            | 15       | 2        | 8        | 10       | 18       |
| 2001–02       | St. Louis Blues   | NHL           | 71            | 11            | 35            | 46            | 52            | 10       | 0        | 7        | 7        | 4        |
| 2002–03       | St. Louis Blues   | NHL           | 80            | 16            | 52            | 68            | 61            | 3        | 0        | 1        | 1        | 0        |
| 2003–04       | St. Louis Blues   | NHL           | 3             | 0             | 2             | 2             | 6             | —        | —        | —        | —        | —        |
| NHL celkově   | NHL celkově       | NHL celkově   | 1416          | 340           | 934           | 1274          | 1501          | 177      | 39       | 121      | 160      | 255      |
| CHL celkově   | CHL celkově       | CHL celkově   | 19            | 5             | 14            | 19            | 22            | —        | —        | —        | —        | —        |
| OHL celkově   | OHL celkově       | OHL celkově   | 110           | 63            | 96            | 84            | 67            | 23       | 8        | 18       | 26       | 53       |
| OMJHL celkově | OMJHL celkově     | OMJHL celkově | 18            | 4             | 12            | 16            | 20            | —        | —        | —        | —        | —        |

### Reprezentační statistiky
| 1990                   | Kanada                 | MS                     | 9  | 1 | 3 | 4  | 10 |
| 1991                   | Kanada                 | KP                     | 8  | 2 | 4 | 6  | 23 |
| 1998                   | Kanada                 | ZOH                    | 6  | 2 | 0 | 2  | 2  |
| 2002                   | Kanada                 | ZOH                    | 6  | 0 | 0 | 0  | 8  |
| Seniorská reprezentace | Seniorská reprezentace | Seniorská reprezentace | 29 | 5 | 7 | 13 | 43 |